# بیلبورد

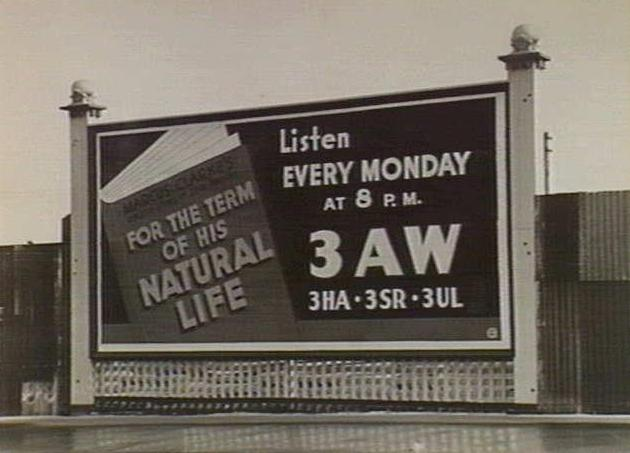
یک آگهی‌نما مربوط به سال‌های ۱۹۴۰ در ملبورن استرالیا

بیلبورد یا آگهی‌نما (مصوبه فرهنگستان زبان) یا تابلو آگهی، به تابلوی بزرگی گفته می‌شود که فضای مناسبی برای نصب آگهی را در اختیار دولت، صنعت‌گران و عرضه‌کنندگان کالا می‌گذارد؛ در اصل به هر فضای خارجی که امکان نصب آگهی بر آن باشد گفته می‌شود اما امروزه بیشتر به معنای تابلوهای بسیار بزرگ و نورپردازی شده‌است که بر پایه‌های بلندی قرار گرفته و از فواصل دور قابل دیده شدن هستند.
امروزه آگهی‌نماها مجموعه‌ای از تصاویر بزرگ هستند؛ بعضی از آن‌ها مضحک، بعضی کمی عجیب و غریب و گاهی کنایه‌آمیزند. اما در حال حاضر آگهی‌نماهایی مورد پسند‌تر هستند و در ذهن باقی می‌مانند، که از ایده‌ای نو استفاده کرده باشند. ما به عنوان بیننده می‌توانیم دیدگاه‌های مختلفی نسبت به هر آگهی‌نما داشته باشیم؛ اما این واقعیت را نمی‌توان انکار کرد که آگهی‌نماها، نماد جریان دائمی و روان زندگی هستند.

## تاریخچه
پیشینه آگهی‌نما به اولین تمدن‌ها باز می‌گردد و ما در تاریخ مصر باستان به ستون‌های سنگی هرم‌سنگ برمی‌خوریم که ستون‌هایی چهاروجهی با نوک هرمی شکل هستند و از سنگ یک‌تکه ساخته شده‌اند. این ستون‌ها نه تنها جنبه تزئینی داشته‌اند، بلکه برای ترویج مذهب مصریان باستان به کار می‌رفته‌اند و بر روی آن‌ها جملات مذهبی و دعاهای مختلف کنده‌کاری شده‌اند. همچنین هرم‌سنگ‌هایی وجود دارند که بر روی آن‌ها قوانین مهم کشوری نوشته شده‌ و در معرض دید عموم قرار می‌گرفته‌اند. هرچند مطالب موجود بر این ستون‌ها محدود به موارد مذهبی و سیاسی است، اما بدون شک در تعریف امروز از تبلیغات می‌گنجد.
نخستین قدم‌ها در مسیر تبلیغات در سال ۱۴۵۰، زمانی که یوهان گوتنبرگ (Johannes Gutenberg) ماشین چاپ قابل حمل را اختراع کرد، با انتشار برگه‌های آگهی دستی، تبلیغات به شکل امروزی آن به مردم معرفی شد. در سال ۱۷۹۶، با تکمیل روش‌های سنگ‌نگاری، اولین دیوارکوب تصویرسازی‌شده به وجود آمد. به مرور زمان، مردم به دنبال جاهایی مناسب برای نصب آگهی‌های خود بودند تا در محدودهٔ زمانی مشخص، بیشترین بازدیدکننده و بالاترین تأثیر را داشته باشد. به این ترتیب، ستون‌ها و جعبه‌های ویژهٔ نصب آگهی در نقاط پر رفت‌وآمد شهرها برپا شدند.
اولین بار تبلیغات در حاشیه جاده‌ها به دست بازرگانان و کسبه محلی آمریکایی به کار رفت. آن‌ها علامت‌ها و تابلوهایی را بر دیوارها و نرده‌ها نقش می‌کردند یا دیوارکوب‌هایی را بر روی تیرهای دورنگاشت، دیوارها و هر محل ممکن، نصب می‌کردند. در نیویورک در سال ۱۸۳۵، اولین دیوارکوب بسیار بزرگ در فضای خارجی نصب شد. این دیوارکوب ۱۵ متر مربعی را چاپخانه جرد بل (Jared Bell) برای تبلیغ یک سیرک به چاپ رساند.

### قرن بیستم و تحولات تبلیغاتی
در سال‌های ۱۹۰۰، در صنعت تولید آگهی‌نما اتفاق بزرگی رخ داد. صنایع و شرکت‌های بزرگ برای تبلیغ کالاهای خود در بازارهای داخلی، به استفاده گسترده‌ای از آگهی‌نما پرداختند و تصاویر بزرگ و پرجلوه از خمیردندان و صابون گرفته تا انواع خوراکی‌ها و نوشیدنی‌ها، بر روی آگهی‌نماها ظاهر شدند. در دوران جنگ، تبلیغات روی آگهی‌نماها، بر روی بسیج نیروها و دفاع از کشور و شعارهای وطن پرستانه متمرکز می‌شد و در دوران صلح، این تمرکز بر روی بهبود بخشیدن به شیوهٔ زندگی و تبلیغ برای آخرین دستاوردهای صنعتی بود.

## تاریخچه‌ی آگهی‌نمای تبلیغاتی در ایران
در ایران اما تعیین اینکه اولین آگهی‌نما کِی و کجا نصب شد، کار آسانی نیست. همان قدر می‌دانیم که صنعت چاپ از زمان صفویه به ایران راه پیدا کرده و اولین روزنامه‌، وقایع الاتفاقیه بوده است که در سال ۱۲۶۷ اقدام به چاپ آگهی کرد. همچنین از میان اخبار و متون می‌توان پی برد که در زمان قاجار کاغذهای آگهی که به آن اشتهارنامه می‌گفتند، در شهرهای بزرگ وجود داشته اما به خاطر پایین بودن تعداد افراد باسواد پخش آگهی دوشادوش حضور جارچیان صورت می‌گرفته است. از تاریخ چاپ اولین دیوارکوب‌ها در ایران هم می‌توان تخمین خوبی نسبت به زمان ظهور آگهی‌نما در ایران داشت. اولین دیوارکوب‌ها در ایران از حدود سال ۱۳۰۷ هجری چاپ شدند. دو مهاجر ارمنستانی با نام موشق و ناپلئون سارواری نخستین دیوارکوب‌های فیلم در ایران را طراحی کردند. در مجموع باید گفت تاریخچه‌ی آگهی‌نما در ایران را باید بعد از ۱۳۰۷، یعنی بعد از ۱۹۲۸ میلادی بدانیم. مطمئناً این فاصله‌ی بیش از نود سال که بین ظهور آگهی‌نما در غرب و در ایران دیده می‌شود، ارتباط قوی با مسئله‌ی تاخیر در صنعتی شدن جامعه‌ی ایرانی دارد که از حوصله‌ی بحث خارج است.

## وضعیت امروزی
با ظهور فناوری دیجیتال، تابلوهای دست‌نویس و نقاشی‌شده، جای خود را به نسخه‌هایی از تصاویر دیجیتالی داده‌است که بر روی هر نوع سطح ممکن، چاپ و نصب می‌شوند. این تصاویر در همه جا هستند؛ بدنهٔ اتوبوس‌ها، اتاقک‌ها، سردر مغازه‌ها، بدنهٔ تاکسی‌ها، داخل فروشگاه‌های بزرگ و فرودگاه، نمونه‌هایی از مکان‌هایی هستند که در آن‌ها این تصاویر به چشم می‌خورند.
از ابتدایی‌ترین تمدن‌ها تا به امروز، بشر از تابلوی آگهی-در هر شکل و اندازه- به امید یافتن بازاری برای کالاهای مادی و معنوی خود سود جسته‌ است و این کار موجب ارتقا بسیاری از جنبه‌های زندگی شده‌است. آن‌ها تبدیل به یکی از محبوب‌ترین وسایل خبررسانی شده‌اند. بنا به گفتهٔ یکی از متخصصان، دلیل این محبوبیت، یا به خاطر مخاطب فراوان و قیمت مناسب آن است، یا به این دلیل که امروزه مردم بیشتر وقت خود را در خودروها و در حال تردد در خیابان‌ها می‌گذرانند. در هر صورت آگهی‌نماها، باقی خواهند ماند.

## اجزا تشکیل‌دهنده
آگهی‌نماها با توجه به نیاز می‌توانند شامل بخش‌های گوناگونی باشند؛ اما معمولاً بخش‌های زیر را دارا هستند:
- پِی: در زیر زمین است و وظیفه نگهداری بار کل سازه را دارد.
- پایه: صفحه نگهدارنده بر روی آن سوار می‌شود و جهت ارتفاع بخشیدن به تابلو استفاده می‌شود.
- صفحه نمایش آگهی: قاب نگهداری آگهی است. یعنی همان قسمت پشت آگهی‌نما.
- رویه تابلو: جهت نصب آگهی استفاده می‌شود و سطحی صاف و یک‌دست دارد.
- دستگاه نور‌پردازی: معمولاً نوراَفکن یا لامپ مهتابی است.
- راهروها و نردبان‌های تعویض رویه.
- گیره و سپری: جهت صاف نگهداشتن بَرنوشته بر روی آگهی‌نما استفاده می‌شود. یعنی با کشیدن بَرنوشته، باعث می‌شود صاف نگه داشته شود.
- آگهی: این بخش همواره تغییر می‌کند و آگهی‌های مشتریان بر روی آن نصب می‌شود. معمولاً به شکل بَرنوشته، منعطف یا چسبان است.

از نظر طراحی سازه‌ای؛ آگهی‌نماها می‌باید در مقابل نیروی باد بررسی و طراحی گردند. معمولاً یک آگهی‌نما باید استحکام کافی در برابر بادهایی با سرعت ۱۱۰ کیلومتر را داشته باشند. هر چند استاندارد این عدد در مناطق مختلف می‌تواند متفاوت باشد.

## انواع
آگهی‌نماها چند نوع‌اند:
- یکی آن‌هایی که در مکان‌های بزرگ مثل بزرگ‌راه‌ها نصب می‌شوند که عمدتاً مستطیلی هستند.
- دوم آن‌هایی که در پیاده‌روها نصب می‌شوند که چون فضای کمتری وجود دارد، قطع‌شان عمودی است.
- سوم تابلوهایی که در راهروها یا آسانبرها و … نصب شده‌است.
- چهارم بَنانما است که بر روی نمای ساختمان‌های بلند مرتبه در شهرهای شلوغ نصب می‌شوند.

باید توجه داشت که قطع کار در نوع طراحی می‌تواند اثر داشته باشد. مثلاً در تابلوهای بزرگ، احتیاج نیست که حتماً رنگ‌هایی با تضاد زیاد داشته باشیم. نکته دیگر این است که ما در میادین یا پارک‌ها تابلوهایی می‌بینیم که خیلی حساب شده هم هستند ولی متأسفانه استفاده نادرست از قطع‌های متفاوت و هم استفاده از داربست‌هایی نامناسب‌تر، باعث سردرگمی بیننده و از بین رفتن سلامت دیداری آن‌ها می‌شوند.
نکتهٔ بعدی این است که رساندن پیام در زمان کم، ارزش زیادی دارد. به خاطر همین موضوع نباید در دیوارکوب و تابلوهای تبلیغاتی از عناصر تصویری زیادی استفاده کرد. مخصوصاً در بزرگراه‌ها و مکان‌های شلوغ؛ چون کسی که سوار خودرو است تا بیاید مفهوم تابلو را در آن شلوغی درک کند، عبور کرده و رفته‌است.
آگهی‌نماها را از نقطه‌نظرهای متفاوتی می‌توان تقسیم کرد که در بخش بعد به برخی از اصلی‌ترین موارد آن اشاره خواهیم کرد. در این قسمت اما به یک تعریف کلی و یک دسته‌بندی کلی اکتفا می‌کنیم: 
آگهی‌نماهای تبلیغاتی: تبلیغات با آگهی‌نما یکی از انواع تبلیغات خارج از خانه (OOH) است که در آن مخاطب در بیرون از خانه هدف تبلیغات قرار می‌گیرد و عبارت است از نوعی دیوارکوب، تصویر یا نقاشی بزرگ که در محل‌های پربازدید و پرترافیک نصب می‌شود. آگهی‌نماها را از نظر کاربرد گونه‌های آن به سه نوع تقسیم می‌کنند:
آگهی‌نماهای معمولی: پر استفاده‌ترین حالت آگهی‌نماها با اندازه‌ی تقریبی ۱۲ متر مربع که معمولا تک‌وجهی هستند.
طوماری: این نوع از آگهی‌نماها قابلیت نمایش چند دیوارکوب را دارند؛ به این طریق که چند تبلیغ در آن‌ها پیچیده شده است و معمولا در آن، دیوارکوب پس از هر دوازده ثانیه تغییر می‌کند و به نوبت نمایش داده می‌شود. ابعاد این نوع آگهی‌نماها معمولا ۹ متر مربع است. در خیابان‌های به نسبت کوچک‌تری از آگهی‌نماهای معمولی نصب می‌شوند.
اَبَرتابلوها: بزرگ‌ترین حالت آگهی‌نماها هستند که در محل‌های بسیار پر رفت و آمد نصب می‌شوند و معمولاً چند‌وجهی هستند و اندازه‌ی آن‌ها به ۷۲ متر مربع هم می‌رسد. دیوارکوبهای نصب شده روی اَبَرتابلوها معمولاً مدت زمان بیشتری می‌ماند و از این نظر دائمی‌تر هستند. شکل معمول‌تر این آگهی‌نماها، آگهی‌نماهای سه وجهی می‌باشد.

## کاربردها
در بسیاری از کشورها، تابلوهای آگهی به مردم کمک می‌کنند تا جایی برای غذا خوردن، خوابیدن یا تهیه بنزین پیدا کنند. به خصوص در جایی مانند آمریکا، با بزرگراه‌های متعدد و مسافت‌های طولانی و خالی از سکنه بین شهری، وجود چنین تابلوهایی برای مسافرین غریب و خسته، نعمتی است.
از طرفی تابلوهای آگهی، به بسیاری از شرکت‌ها و دارندگان صنایع مختلف کمک می‌کنند و وجود این تابلوهای بزرگ، برای شرکت‌ها و تجارت‌های نوپایی که قادر به پرداخت هزینهٔ تبلیغات تلویزیونی نیستند، بسیار مفید بوده‌است. در مقایسه با قیمت تبلیغات تلویزیونی و رادیویی و کم نتیجه بودن تبلیغات در داخل مجلات و روزنامه‌ها، آگهی‌نما می‌تواند با هزینه کمتر، بیشترین تعداد مخاطب را داشته باشد. آگهی‌نماها بهترین ابزار برای نمانام‌سازی شرکت‌ها و حتی نمانام‌سازی شخصی می‌باشد. روزانه میلیون‌ها نفر در بزرگراه‌های اصلی شهرها رفت و آمد می‌کنند که این نرخ از بازدید برای اجاره آگهی‌نماها بسیار حائز اهمیت است.